# Ким Чен Су
Ким Чен Су (хангъл: 김종수) е севернокорейски спортен стрелец, състезаващ се в дисциплините 10 и 50 метра стрелба с пистолет. Той е участвал на игрите в Атина през 2004 (печели бронзов медал на 50 метра) и на тези в Пекин през 2008 (бронзов медал на 10 метра и сребърен на 50).

## Постижения
След положителен допинг тест няколко дни след състезаването си и двата си медала, Ким Чен Су е дисквалифициран. Допинг пробата му се оказва положителна, и двата му медала са отнети.